# Wilhelminapark (Baarn)

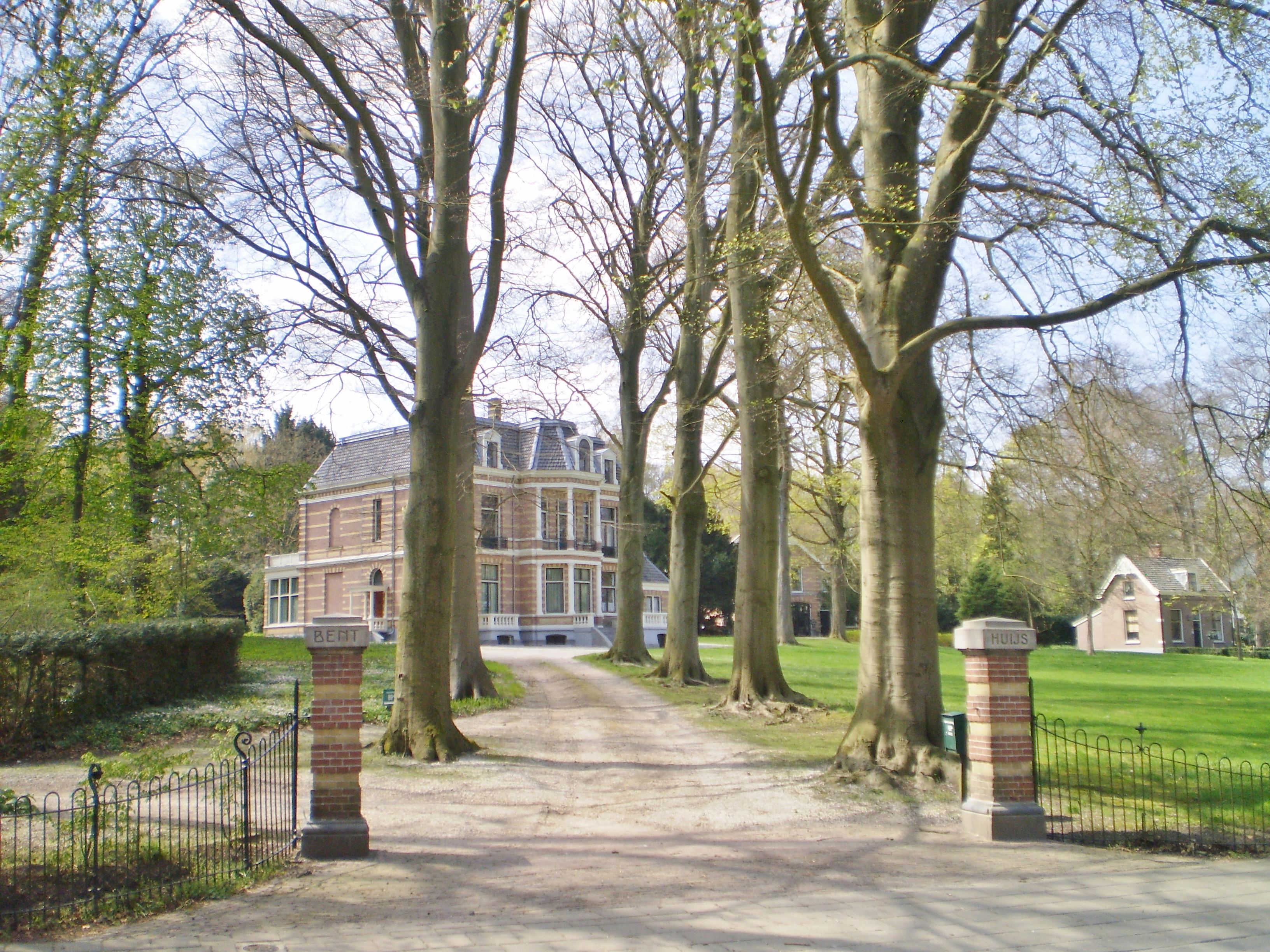
't Benthuijs

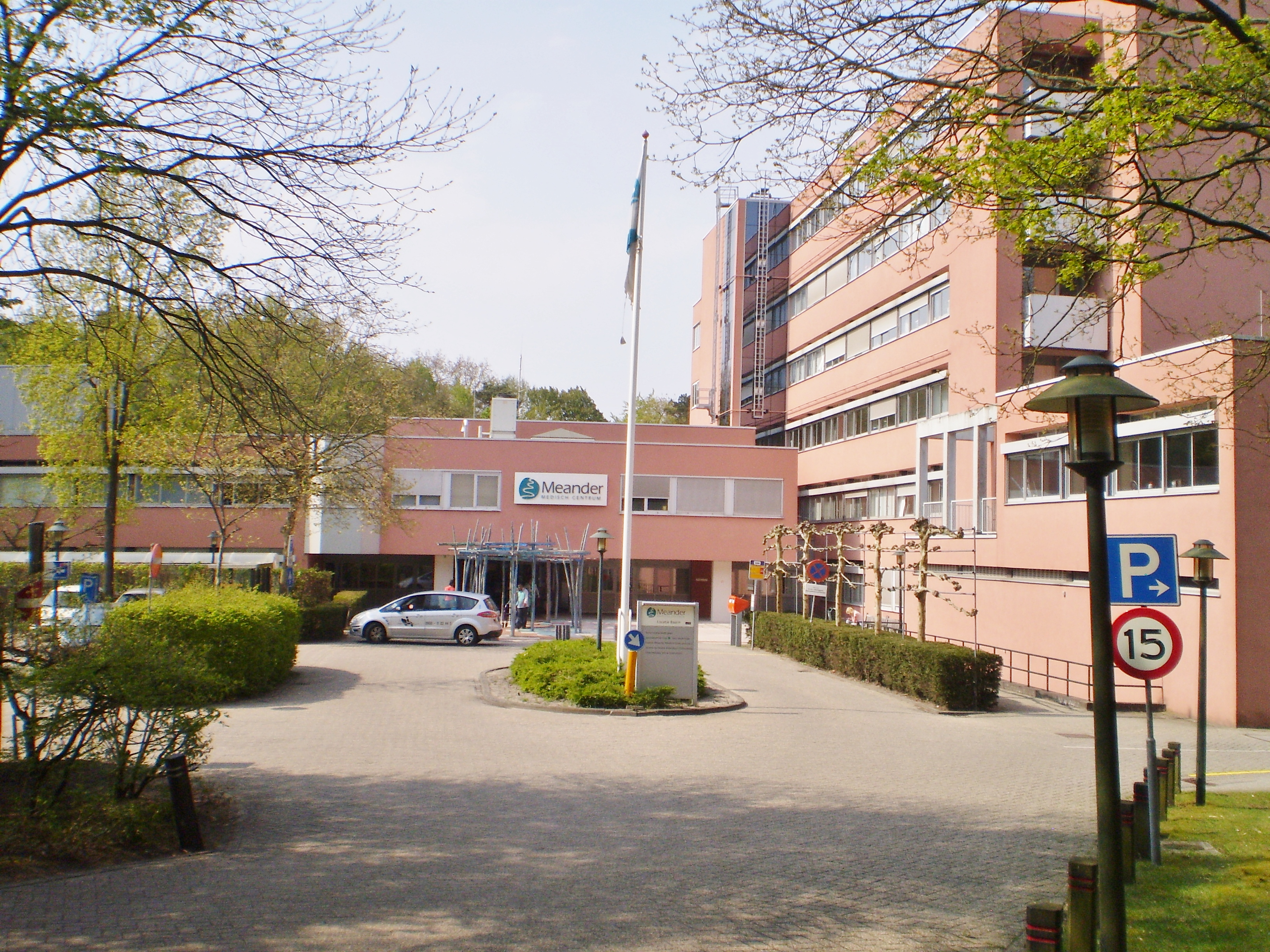
ziekenhuis Meander

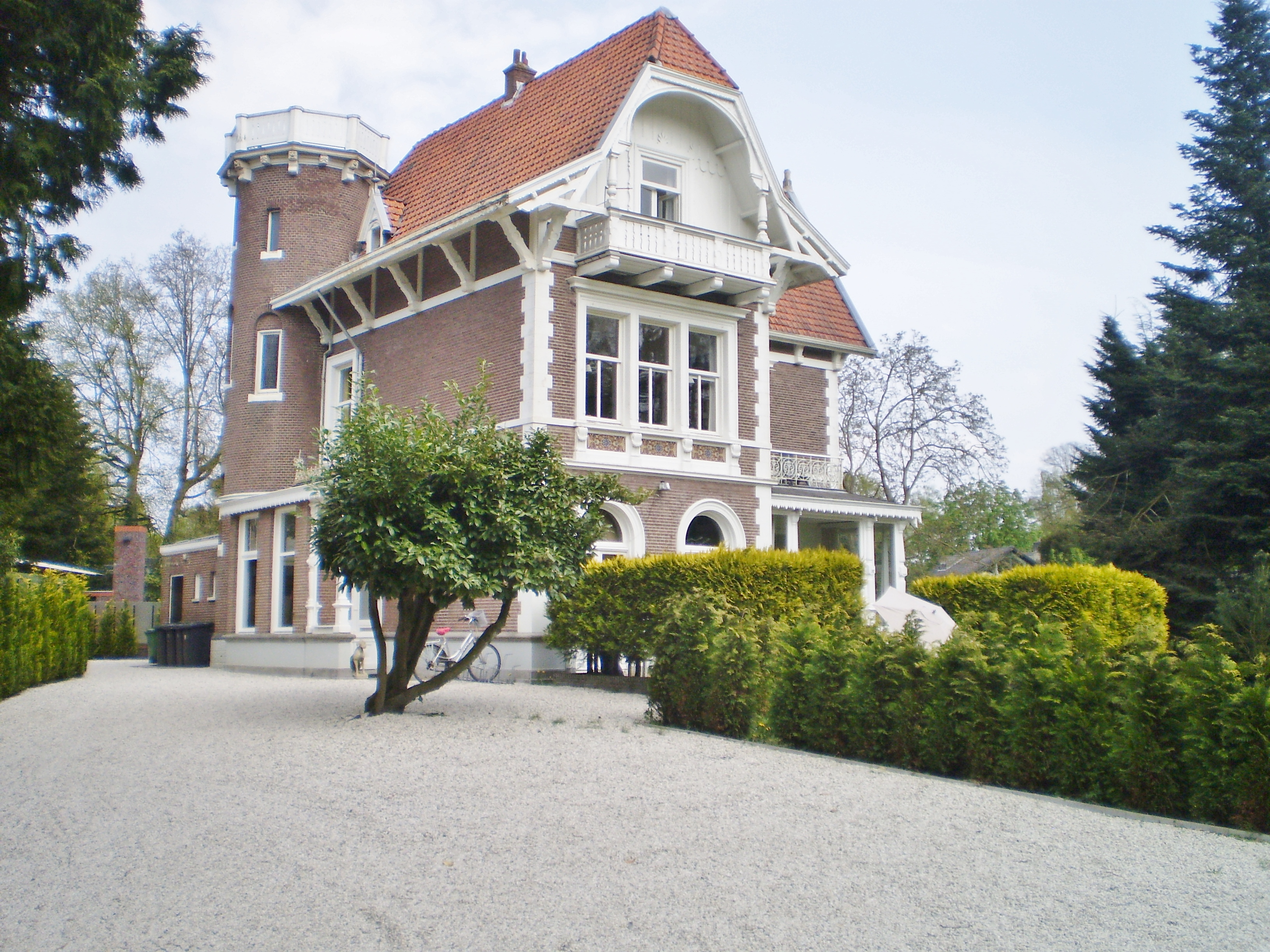
Villa Liliane

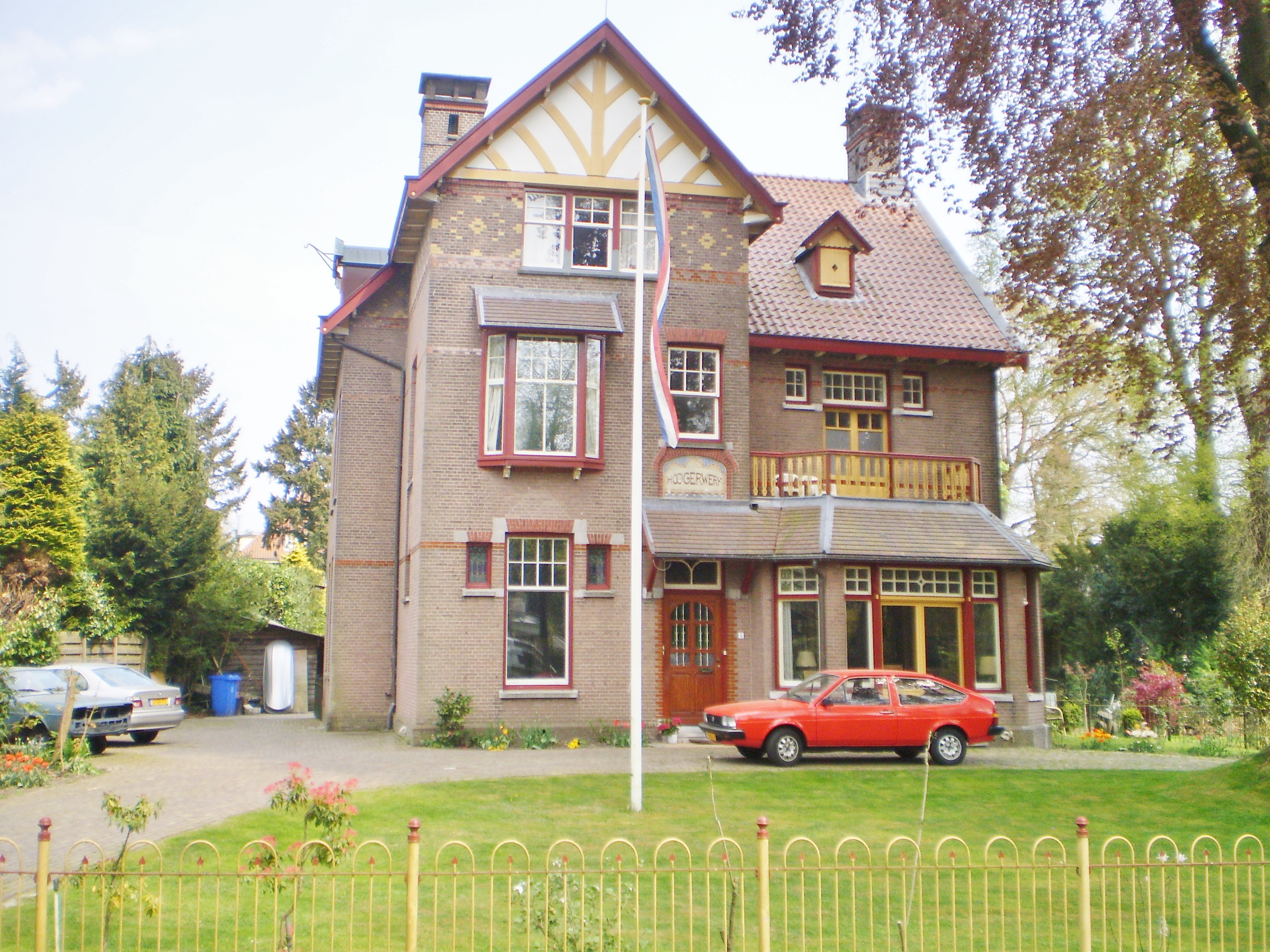
Villa Hoogerwerf

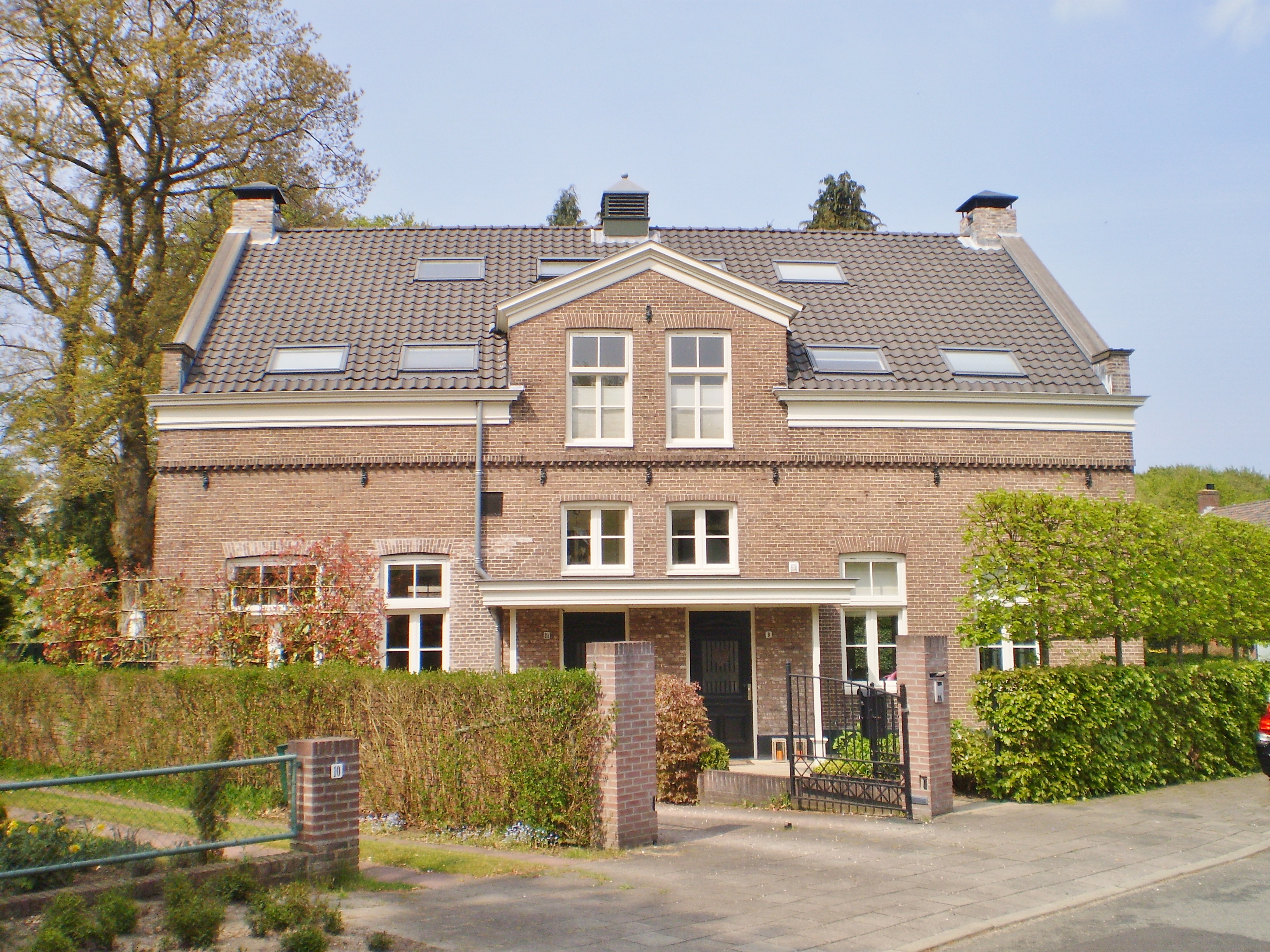
Van Lenneplaan

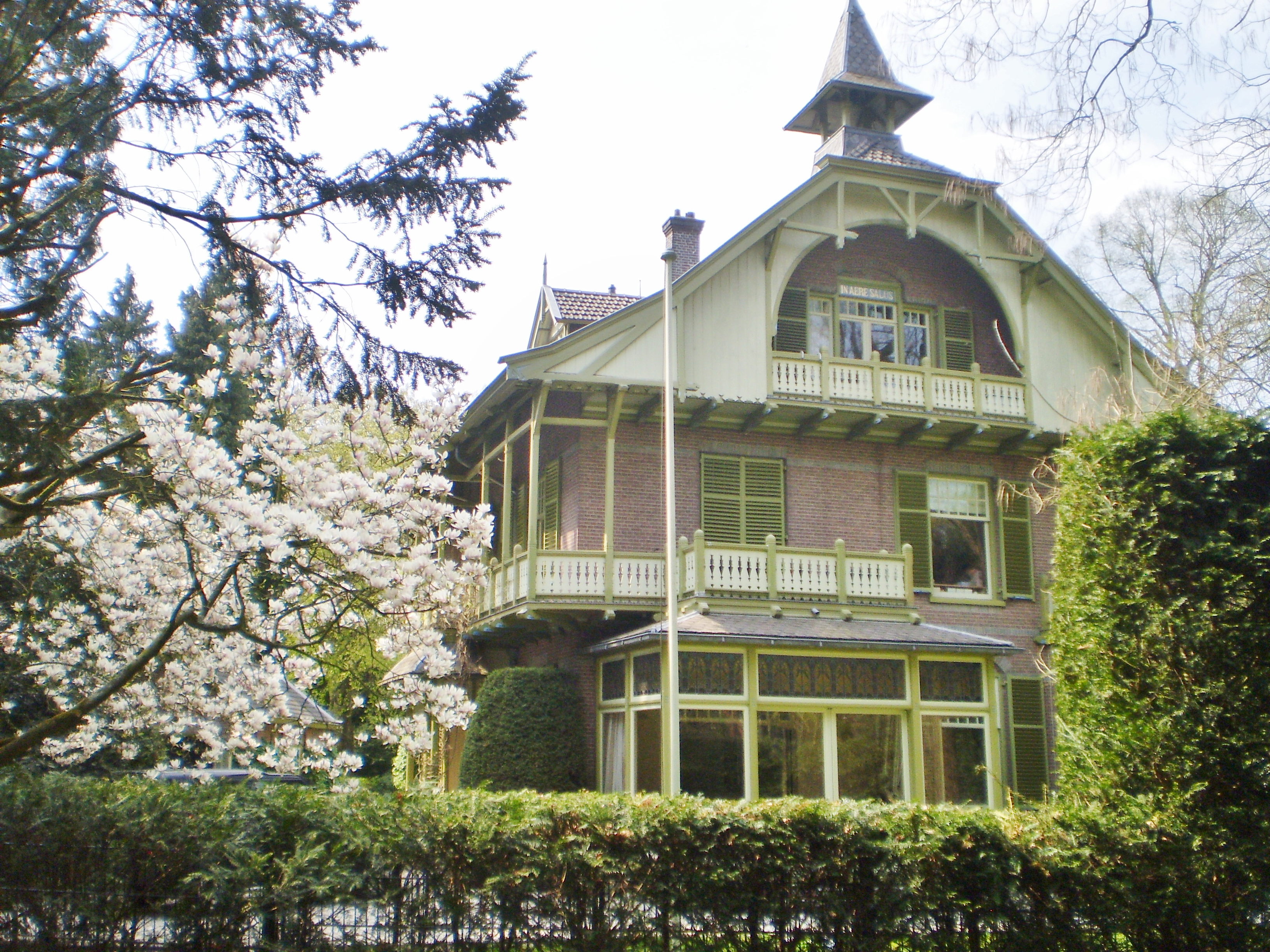
villa Helvetia

Het Wilhelminapark is een villawijk te Baarn in de Nederlandse provincie  Utrecht uit de eerste helft van de twintigste eeuw. In 2010 telde de wijk 1255 inwoners.
De buurt aan de westkant van de Amsterdamse straatweg en aan de noordzijde van de spoorweg Amsterdam-Amersfoort is sinds 17 februari 2011 een beschermd dorpsgezicht. De wijk ligt tussen de Amsterdamsestraatweg N221 en de Van Reenenlaan in het westen, de Eemnesserweg in het noorden en de Molenweg en Wittelaan in het oosten en het spoor Amersfoort-Amsterdam. Het wordt ook wel 'Hoog Baarn' genoemd, omdat het gebied hoger ligt dan de rest van Baarn. De straatnamen zijn afgeleid van staatslieden en van leden van het Nederlandse Koninklijk Huis. In het Maarschalksbos staat een vestiging van Meander Medisch Centrum, het vroegere Ziekenhuis Maarschalksbos.

## Geschiedenis
Bij de bouw van Jachtslot Soestdijk in 1673 werden lanen aangelegd die later de Amsterdamsestraatweg, de Wittelaan en de Molenweg vormden. Bij de aanleg van de spoorlijn naar Amsterdam werd het bosgebied in 1896 aangekocht door de Baarnsche Bouwterrein Maatschappij om er villa's voor gegoede Amsterdammers op te bouwen. Bij buitenplaats ’t Benthuys is nog een deel van het bos bewaard gebleven. 
Om de wijk extra aantrekkelijk te maken werd in 1912 op het hoogste punt de Wilhelminavijver aangelegd. Toen de projectontwikkelaar in die tijd moeite had om de kavels aantrekkelijk te maken voor Amsterdammers werd zelfs een wielerbaan aangelegd. De meeste woningen in het park zijn gebouwd tussen 1900 - 1930. Verspreid door het Wilhelminapark, maar vooral in het zuidelijke deel van het deelgebied, komen royale villa’s op ruime percelen voor. Aan de Ferdinand Huycklaan werd in de jaren twintig een complex van zeventien dubbele landhuizen aangelegd.

## Monumenten

### gemeentelijke monumenten
| - Amsterdamsestraatweg 37 - Amsterdamsestraatweg 39 - Amsterdamsestraatweg 40 - Amsterdamsestraatweg 41 - Dillenburglaan 36 - Eemnesserweg 89 - Eemnesserweg 94 - Eemnesserweg 97-99 - Emmalaan 12 - Emmalaan 13 - Guldenhoflaan 33 - Hertog Hendriklaan 1 | - Hertog Hendriklaan 3 - Hertog Hendriklaan 4-6 - Hertog Hendriklaan 7 - Hertog Hendriklaan 15 - Hertog Hendriklaan 17 - Jacob van Lenneplaan 34 - Jacob van Lenneplaan 51 - Jacob van Lenneplaan 57 - Nassaulaan 45 - Nassaulaan 54 - Nassaulaan 61 | - Gerrit van der Veenlaan 12 - Gerrit van der Veenlaan 14 - Gerrit van der Veenlaan 16 - Gerrit van der Veenlaan 18 - Wilhelminalaan 1 - Wilhelminalaan 9 - Van Reenenlaan 16 - Van Reenenlaan 22 - Ringlaan 2 - Rutgers van Rozenburglaan 2 - Waldeck Pyrmontlaan 22 |

### rijksmonumenten
| - De Beaufortlaan 4 - Eemnesserweg 91 - Eemnesserweg 93 - Eemnesserweg 95 - Emmalaan 7 | - Emmalaan 11 - Jacob van Lenneplaan 12 - Rutgers van Rozenburglaan 1 - Waldeck Pyrmontlaan 26 - Wilhelminalaan 3 | - Wilhelminalaan 5 - Wilhelminalaan 10 - Wilhelminalaan 12 - Wilhelminalaan 14 |